# Tour de l'Algarve 2021
Le Tour de l'Algarve 2021 (officiellement nommé Volta ao Algarve 2021) est la 47e édition de cette course cycliste par étapes masculine. Il a lieu dans l'Algarve, dans le sud du Portugal, du 5 au 9 mai 2021. Il se déroule en cinq étapes entre Lagos et l'Alto do Malhão sur un parcours de 765,8 kilomètres et fait partie du calendrier UCI ProSeries 2021 (deuxième niveau mondial) en catégorie 2.Pro.

## Équipes participantes
Vingt-cinq équipes participent à ce Tour de l'Algarve - 7 WorldTeams, 8 ProTeams et 10 équipes continentales :
| WorldTeams (7)- AG2R Citroën Team - Bora-Hansgrohe - Deceuninck-Quick Step - Groupama-FDJ - Ineos Grenadiers - Intermarché-Wanty-Gobert Matériaux - UAE Team Emirates ProTeams (8)- Arkéa-Samsic - Bingoal Pauwels Sauces WB - Burgos-BH - Caja Rural-Seguros RGA - Delko - Equipo Kern Pharma - Euskaltel-Euskadi - Rally Cycling Équipes continentales (10)- Antarte-Feirense - Atum General-Tavira-Maria Nova Hotel - Efapel - Hagens Berman Axeon - Kelly-Simoldes-UDO - LA Alumínios-LA Sport - Louletano-Loulé Concelho - Rádio Popular-Boavista - Tavfer-Measindot-Mortágua - W52-FC Porto |
| |

## Étapes
| Étape     | Date  | Villes étapes              | type                        | Distance (km) | Dénivelé (m) | Vainqueur d'étape | Leader du classement général |
| --------- | ----- | -------------------------- | --------------------------- | ------------- | ------------ | ----------------- | ---------------------------- |
| 1re étape | 5 mai | Lagos – Portimão           | étape de plaine             | 189,65        | 1 719 m      | Sam Bennett       | Sam Bennett                  |
| 2e étape  | 6 mai | Sagres – Alto da Fóia      | étape de montagne           | 182,1         | 3 026 m      | Ethan Hayter      | Ethan Hayter                 |
| 3e étape  | 7 mai | Faro – Tavira              | étape de plaine             | 203,1         | 1 804 m      | Sam Bennett       | Ethan Hayter                 |
| 4e étape  | 8 mai | Lagoa – Lagoa              | contre-la-montre individuel | 20,2          | 200 m        | Kasper Asgreen    | Ethan Hayter                 |
| 5e étape  | 9 mai | Albufeira – Alto do Malhão | étape de moyenne montagne   | 169,66        | 2 686 m      | Élie Gesbert      | João Rodrigues               |

## Déroulement de la course

### 1reétape
| \| Classement de l'étape \| Classement de l'étape \| Classement de l'étape \| Classement de l'étape \| Classement de l'étape \| \| Coureur \| Coureur \| Pays \| Équipe \| Temps \| \| --------------------- \| --------------------- \| --------------------- \| ---------------------------------- \| --------------------- \| \| 1er \| Sam Bennett \| Irlande \| Deceuninck-Quick Step \| 4 h 37 min 41 s \| \| 2e \| Danny van Poppel \| Pays-Bas \| Intermarché-Wanty-Gobert Matériaux \| + 0 s \| \| 3e \| Jon Aberasturi \| Espagne \| Caja Rural-Seguros RGA \| + 0 s \| \| 4e \| Stanisław Aniołkowski \| Pologne \| Bingoal Pauwels Sauces WB \| + 0 s \| \| 5e \| Iúri Leitão \| Portugal \| Tavfer-Measindot-Mortágua \| + 0 s \| \| 6e \| Michael Mørkøv \| Danemark \| Deceuninck-Quick Step \| + 0 s \| \| 7e \| Jarrad Drizners \| Australie \| Hagens Berman Axeon \| + 0 s \| \| 8e \| Rui Oliveira \| Portugal \| UAE Team Emirates \| + 0 s \| \| 9e \| Ethan Hayter \| Royaume-Uni \| Ineos Grenadiers \| + 0 s \| \| 10e \| Mikel Aristi \| Espagne \| Euskaltel-Euskadi \| + 0 s \| |                       |             |                                    |                 |
| |                       |             |                                    |                 |
| Source : ProCyclingStats |                       |             |                                    |                 |
| Classement de l'étape |                       |             |                                    |                 |
| Coureur | Coureur               | Pays        | Équipe                             | Temps           |
| 1er | Sam Bennett           | Irlande     | Deceuninck-Quick Step              | 4 h 37 min 41 s |
| 2e | Danny van Poppel      | Pays-Bas    | Intermarché-Wanty-Gobert Matériaux | + 0 s           |
| 3e | Jon Aberasturi        | Espagne     | Caja Rural-Seguros RGA             | + 0 s           |
| 4e | Stanisław Aniołkowski | Pologne     | Bingoal Pauwels Sauces WB          | + 0 s           |
| 5e | Iúri Leitão           | Portugal    | Tavfer-Measindot-Mortágua          | + 0 s           |
| 6e | Michael Mørkøv        | Danemark    | Deceuninck-Quick Step              | + 0 s           |
| 7e | Jarrad Drizners       | Australie   | Hagens Berman Axeon                | + 0 s           |
| 8e | Rui Oliveira          | Portugal    | UAE Team Emirates                  | + 0 s           |
| 9e | Ethan Hayter          | Royaume-Uni | Ineos Grenadiers                   | + 0 s           |
| 10e | Mikel Aristi          | Espagne     | Euskaltel-Euskadi                  | + 0 s           |

| \| Classement général \| Classement général \| Classement général \| Classement général \| Classement général \| \| Coureur \| Coureur \| Pays \| Équipe \| Temps \| \| ------------------ \| --------------------- \| ------------------ \| ---------------------------------- \| ------------------ \| \| 1er \| Sam Bennett \| Irlande \| Deceuninck-Quick Step \| 4 h 37 min 41 s \| \| 2e \| Danny van Poppel \| Pays-Bas \| Intermarché-Wanty-Gobert Matériaux \| + 0 s \| \| 3e \| Jon Aberasturi \| Espagne \| Caja Rural-Seguros RGA \| + 0 s \| \| 4e \| Stanisław Aniołkowski \| Pologne \| Bingoal Pauwels Sauces WB \| + 0 s \| \| 5e \| Iúri Leitão \| Portugal \| Tavfer-Measindot-Mortágua \| + 0 s \| \| 6e \| Michael Mørkøv \| Danemark \| Deceuninck-Quick Step \| + 0 s \| \| 7e \| Jarrad Drizners \| Australie \| Hagens Berman Axeon \| + 0 s \| \| 8e \| Rui Oliveira \| Portugal \| UAE Team Emirates \| + 0 s \| \| 9e \| Ethan Hayter \| Royaume-Uni \| Ineos Grenadiers \| + 0 s \| \| 10e \| Mikel Aristi \| Espagne \| Euskaltel-Euskadi \| + 0 s \| |                       |             |                                    |                 |
| |                       |             |                                    |                 |
| Source : ProCyclingStats |                       |             |                                    |                 |
| Classement général |                       |             |                                    |                 |
| Coureur | Coureur               | Pays        | Équipe                             | Temps           |
| 1er | Sam Bennett           | Irlande     | Deceuninck-Quick Step              | 4 h 37 min 41 s |
| 2e | Danny van Poppel      | Pays-Bas    | Intermarché-Wanty-Gobert Matériaux | + 0 s           |
| 3e | Jon Aberasturi        | Espagne     | Caja Rural-Seguros RGA             | + 0 s           |
| 4e | Stanisław Aniołkowski | Pologne     | Bingoal Pauwels Sauces WB          | + 0 s           |
| 5e | Iúri Leitão           | Portugal    | Tavfer-Measindot-Mortágua          | + 0 s           |
| 6e | Michael Mørkøv        | Danemark    | Deceuninck-Quick Step              | + 0 s           |
| 7e | Jarrad Drizners       | Australie   | Hagens Berman Axeon                | + 0 s           |
| 8e | Rui Oliveira          | Portugal    | UAE Team Emirates                  | + 0 s           |
| 9e | Ethan Hayter          | Royaume-Uni | Ineos Grenadiers                   | + 0 s           |
| 10e | Mikel Aristi          | Espagne     | Euskaltel-Euskadi                  | + 0 s           |

### 2eétape
| \| Classement de l'étape \| Classement de l'étape \| Classement de l'étape \| Classement de l'étape \| Classement de l'étape \| \| Coureur \| Coureur \| Pays \| Équipe \| Temps \| \| --------------------- \| --------------------- \| --------------------- \| ---------------------------------- \| --------------------- \| \| 1er \| Ethan Hayter \| Royaume-Uni \| Ineos Grenadiers \| 4 h 48 min 43 s \| \| 2e \| João Rodrigues \| Portugal \| W52-FC Porto \| + 0 s \| \| 3e \| Jonathan Lastra \| Espagne \| Caja Rural-Seguros RGA \| + 0 s \| \| 4e \| Élie Gesbert \| France \| Arkéa-Samsic \| + 4 s \| \| 5e \| Iván Sosa \| Colombie \| Ineos Grenadiers \| + 9 s \| \| 6e \| Sebastián Henao \| Colombie \| Ineos Grenadiers \| + 20 s \| \| 7e \| Amaro Antunes \| Portugal \| W52-FC Porto \| + 30 s \| \| 8e \| Odd Christian Eiking \| Norvège \| Intermarché-Wanty-Gobert Matériaux \| + 34 s \| \| 9e \| Luís Fernandes \| Portugal \| Rádio Popular-Boavista \| + 35 s \| \| 10e \| Nicolas Prodhomme \| France \| AG2R Citroën Team \| + 35 s \| |                      |             |                                    |                 |
| |                      |             |                                    |                 |
| Source : ProCyclingStats |                      |             |                                    |                 |
| Classement de l'étape |                      |             |                                    |                 |
| Coureur | Coureur              | Pays        | Équipe                             | Temps           |
| 1er | Ethan Hayter         | Royaume-Uni | Ineos Grenadiers                   | 4 h 48 min 43 s |
| 2e | João Rodrigues       | Portugal    | W52-FC Porto                       | + 0 s           |
| 3e | Jonathan Lastra      | Espagne     | Caja Rural-Seguros RGA             | + 0 s           |
| 4e | Élie Gesbert         | France      | Arkéa-Samsic                       | + 4 s           |
| 5e | Iván Sosa            | Colombie    | Ineos Grenadiers                   | + 9 s           |
| 6e | Sebastián Henao      | Colombie    | Ineos Grenadiers                   | + 20 s          |
| 7e | Amaro Antunes        | Portugal    | W52-FC Porto                       | + 30 s          |
| 8e | Odd Christian Eiking | Norvège     | Intermarché-Wanty-Gobert Matériaux | + 34 s          |
| 9e | Luís Fernandes       | Portugal    | Rádio Popular-Boavista             | + 35 s          |
| 10e | Nicolas Prodhomme    | France      | AG2R Citroën Team                  | + 35 s          |

| \| Classement général \| Classement général \| Classement général \| Classement général \| Classement général \| \| Coureur \| Coureur \| Pays \| Équipe \| Temps \| \| ------------------ \| -------------------- \| ------------------ \| ---------------------------------- \| ------------------ \| \| 1er \| Ethan Hayter \| Royaume-Uni \| Ineos Grenadiers \| 9 h 26 min 24 s \| \| 2e \| João Rodrigues \| Portugal \| W52-FC Porto \| + 0 s \| \| 3e \| Jonathan Lastra \| Espagne \| Caja Rural-Seguros RGA \| + 0 s \| \| 4e \| Élie Gesbert \| France \| Arkéa-Samsic \| + 4 s \| \| 5e \| Iván Sosa \| Colombie \| Ineos Grenadiers \| + 9 s \| \| 6e \| Sebastián Henao \| Colombie \| Ineos Grenadiers \| + 20 s \| \| 7e \| Amaro Antunes \| Portugal \| W52-FC Porto \| + 30 s \| \| 8e \| Odd Christian Eiking \| Norvège \| Intermarché-Wanty-Gobert Matériaux \| + 34 s \| \| 9e \| Luís Fernandes \| Portugal \| Rádio Popular-Boavista \| + 35 s \| \| 10e \| Nicolas Prodhomme \| France \| AG2R Citroën Team \| + 35 s \| |                      |             |                                    |                 |
| |                      |             |                                    |                 |
| Source : ProCyclingStats |                      |             |                                    |                 |
| Classement général |                      |             |                                    |                 |
| Coureur | Coureur              | Pays        | Équipe                             | Temps           |
| 1er | Ethan Hayter         | Royaume-Uni | Ineos Grenadiers                   | 9 h 26 min 24 s |
| 2e | João Rodrigues       | Portugal    | W52-FC Porto                       | + 0 s           |
| 3e | Jonathan Lastra      | Espagne     | Caja Rural-Seguros RGA             | + 0 s           |
| 4e | Élie Gesbert         | France      | Arkéa-Samsic                       | + 4 s           |
| 5e | Iván Sosa            | Colombie    | Ineos Grenadiers                   | + 9 s           |
| 6e | Sebastián Henao      | Colombie    | Ineos Grenadiers                   | + 20 s          |
| 7e | Amaro Antunes        | Portugal    | W52-FC Porto                       | + 30 s          |
| 8e | Odd Christian Eiking | Norvège     | Intermarché-Wanty-Gobert Matériaux | + 34 s          |
| 9e | Luís Fernandes       | Portugal    | Rádio Popular-Boavista             | + 35 s          |
| 10e | Nicolas Prodhomme    | France      | AG2R Citroën Team                  | + 35 s          |

### 3eétape
| \| Classement de l'étape \| Classement de l'étape \| Classement de l'étape \| Classement de l'étape \| Classement de l'étape \| \| Coureur \| Coureur \| Pays \| Équipe \| Temps \| \| --------------------- \| --------------------- \| --------------------- \| ---------------------------------- \| --------------------- \| \| 1er \| Sam Bennett \| Irlande \| Deceuninck-Quick Step \| 5 h 02 min 14 s \| \| 2e \| Danny van Poppel \| Pays-Bas \| Intermarché-Wanty-Gobert Matériaux \| + 0 s \| \| 3e \| Michael Mørkøv \| Danemark \| Deceuninck-Quick Step \| + 0 s \| \| 4e \| Jon Aberasturi \| Espagne \| Caja Rural-Seguros RGA \| + 0 s \| \| 5e \| Pascal Ackermann \| Allemagne \| Bora-Hansgrohe \| + 0 s \| \| 6e \| Eduard-Michael Grosu \| Roumanie \| Delko \| + 0 s \| \| 7e \| Thomas Boudat \| France \| Arkéa-Samsic \| + 0 s \| \| 8e \| Rui Oliveira \| Portugal \| UAE Team Emirates \| + 0 s \| \| 9e \| Iúri Leitão \| Portugal \| Tavfer-Measindot-Mortágua \| + 0 s \| \| 10e \| Ryan Gibbons \| Afrique du Sud \| UAE Team Emirates \| + 0 s \| |                      |                |                                    |                 |
| |                      |                |                                    |                 |
| Source : ProCyclingStats |                      |                |                                    |                 |
| Classement de l'étape |                      |                |                                    |                 |
| Coureur | Coureur              | Pays           | Équipe                             | Temps           |
| 1er | Sam Bennett          | Irlande        | Deceuninck-Quick Step              | 5 h 02 min 14 s |
| 2e | Danny van Poppel     | Pays-Bas       | Intermarché-Wanty-Gobert Matériaux | + 0 s           |
| 3e | Michael Mørkøv       | Danemark       | Deceuninck-Quick Step              | + 0 s           |
| 4e | Jon Aberasturi       | Espagne        | Caja Rural-Seguros RGA             | + 0 s           |
| 5e | Pascal Ackermann     | Allemagne      | Bora-Hansgrohe                     | + 0 s           |
| 6e | Eduard-Michael Grosu | Roumanie       | Delko                              | + 0 s           |
| 7e | Thomas Boudat        | France         | Arkéa-Samsic                       | + 0 s           |
| 8e | Rui Oliveira         | Portugal       | UAE Team Emirates                  | + 0 s           |
| 9e | Iúri Leitão          | Portugal       | Tavfer-Measindot-Mortágua          | + 0 s           |
| 10e | Ryan Gibbons         | Afrique du Sud | UAE Team Emirates                  | + 0 s           |

| \| Classement général \| Classement général \| Classement général \| Classement général \| Classement général \| \| Coureur \| Coureur \| Pays \| Équipe \| Temps \| \| ------------------ \| -------------------- \| ------------------ \| ---------------------------------- \| ------------------ \| \| 1er \| Ethan Hayter \| Royaume-Uni \| Ineos Grenadiers \| 14 h 28 min 40 s \| \| 2e \| João Rodrigues \| Portugal \| W52-FC Porto \| + 0 s \| \| 3e \| Jonathan Lastra \| Espagne \| Caja Rural-Seguros RGA \| + 0 s \| \| 4e \| Élie Gesbert \| France \| Arkéa-Samsic \| + 4 s \| \| 5e \| Iván Sosa \| Colombie \| Ineos Grenadiers \| + 9 s \| \| 6e \| Sebastián Henao \| Colombie \| Ineos Grenadiers \| + 20 s \| \| 7e \| Amaro Antunes \| Portugal \| W52-FC Porto \| + 30 s \| \| 8e \| Odd Christian Eiking \| Norvège \| Intermarché-Wanty-Gobert Matériaux \| + 34 s \| \| 9e \| Nicolas Prodhomme \| France \| AG2R Citroën Team \| + 35 s \| \| 10e \| Luís Fernandes \| Portugal \| Rádio Popular-Boavista \| + 35 s \| |                      |             |                                    |                  |
| |                      |             |                                    |                  |
| Source : ProCyclingStats |                      |             |                                    |                  |
| Classement général |                      |             |                                    |                  |
| Coureur | Coureur              | Pays        | Équipe                             | Temps            |
| 1er | Ethan Hayter         | Royaume-Uni | Ineos Grenadiers                   | 14 h 28 min 40 s |
| 2e | João Rodrigues       | Portugal    | W52-FC Porto                       | + 0 s            |
| 3e | Jonathan Lastra      | Espagne     | Caja Rural-Seguros RGA             | + 0 s            |
| 4e | Élie Gesbert         | France      | Arkéa-Samsic                       | + 4 s            |
| 5e | Iván Sosa            | Colombie    | Ineos Grenadiers                   | + 9 s            |
| 6e | Sebastián Henao      | Colombie    | Ineos Grenadiers                   | + 20 s           |
| 7e | Amaro Antunes        | Portugal    | W52-FC Porto                       | + 30 s           |
| 8e | Odd Christian Eiking | Norvège     | Intermarché-Wanty-Gobert Matériaux | + 34 s           |
| 9e | Nicolas Prodhomme    | France      | AG2R Citroën Team                  | + 35 s           |
| 10e | Luís Fernandes       | Portugal    | Rádio Popular-Boavista             | + 35 s           |

### 4eétape
| \| Classement de l'étape \| Classement de l'étape \| Classement de l'étape \| Classement de l'étape \| Classement de l'étape \| \| Coureur \| Coureur \| Pays \| Équipe \| Temps \| \| --------------------- \| --------------------- \| --------------------- \| --------------------- \| --------------------- \| \| 1er \| Kasper Asgreen \| Danemark \| Deceuninck-Quick Step \| 23 min 52 s \| \| 2e \| Rafael Reis \| Portugal \| Efapel \| + 3 s \| \| 3e \| Benjamin Thomas \| France \| Groupama-FDJ \| + 9 s \| \| 4e \| Thibault Guernalec \| France \| Arkéa-Samsic \| + 19 s \| \| 5e \| Nils Politt \| Allemagne \| Bora-Hansgrohe \| + 28 s \| \| 6e \| Ivo Oliveira \| Portugal \| UAE Team Emirates \| + 37 s \| \| 7e \| Ryan Gibbons \| Afrique du Sud \| UAE Team Emirates \| + 52 s \| \| 8e \| Diego López \| Espagne \| Equipo Kern Pharma \| + 53 s \| \| 9e \| Ethan Hayter \| Royaume-Uni \| Ineos Grenadiers \| + 1 min 02 s \| \| 10e \| Carlos Rodríguez \| Espagne \| Ineos Grenadiers \| + 1 min 13 s \| |                    |                |                       |              |
| |                    |                |                       |              |
| Source : ProCyclingStats |                    |                |                       |              |
| Classement de l'étape |                    |                |                       |              |
| Coureur | Coureur            | Pays           | Équipe                | Temps        |
| 1er | Kasper Asgreen     | Danemark       | Deceuninck-Quick Step | 23 min 52 s  |
| 2e | Rafael Reis        | Portugal       | Efapel                | + 3 s        |
| 3e | Benjamin Thomas    | France         | Groupama-FDJ          | + 9 s        |
| 4e | Thibault Guernalec | France         | Arkéa-Samsic          | + 19 s       |
| 5e | Nils Politt        | Allemagne      | Bora-Hansgrohe        | + 28 s       |
| 6e | Ivo Oliveira       | Portugal       | UAE Team Emirates     | + 37 s       |
| 7e | Ryan Gibbons       | Afrique du Sud | UAE Team Emirates     | + 52 s       |
| 8e | Diego López        | Espagne        | Equipo Kern Pharma    | + 53 s       |
| 9e | Ethan Hayter       | Royaume-Uni    | Ineos Grenadiers      | + 1 min 02 s |
| 10e | Carlos Rodríguez   | Espagne        | Ineos Grenadiers      | + 1 min 13 s |

| \| Classement général \| Classement général \| Classement général \| Classement général \| Classement général \| \| Coureur \| Coureur \| Pays \| Équipe \| Temps \| \| ------------------ \| ------------------ \| ------------------ \| ---------------------- \| ------------------ \| \| 1er \| Ethan Hayter \| Royaume-Uni \| Ineos Grenadiers \| 14 h 53 min 34 s \| \| 2e \| João Rodrigues \| Portugal \| W52-FC Porto \| + 12 s \| \| 3e \| Kasper Asgreen \| Danemark \| Deceuninck-Quick Step \| + 21 s \| \| 4e \| Thibault Guernalec \| France \| Arkéa-Samsic \| + 22 s \| \| 5e \| Jonathan Lastra \| Espagne \| Caja Rural-Seguros RGA \| + 42 s \| \| 6e \| Maxime Bouet \| France \| Arkéa-Samsic \| + 53 s \| \| 7e \| Élie Gesbert \| France \| Arkéa-Samsic \| + 56 s \| \| 8e \| Sebastián Henao \| Colombie \| Ineos Grenadiers \| + 1 min 18 s \| \| 9e \| Sean Quinn \| États-Unis \| Hagens Berman Axeon \| + 1 min 37 s \| \| 10e \| Daniel Navarro \| Espagne \| Burgos-BH \| + 1 min 43 s \| |                    |             |                        |                  |
| |                    |             |                        |                  |
| Source : ProCyclingStats |                    |             |                        |                  |
| Classement général |                    |             |                        |                  |
| Coureur | Coureur            | Pays        | Équipe                 | Temps            |
| 1er | Ethan Hayter       | Royaume-Uni | Ineos Grenadiers       | 14 h 53 min 34 s |
| 2e | João Rodrigues     | Portugal    | W52-FC Porto           | + 12 s           |
| 3e | Kasper Asgreen     | Danemark    | Deceuninck-Quick Step  | + 21 s           |
| 4e | Thibault Guernalec | France      | Arkéa-Samsic           | + 22 s           |
| 5e | Jonathan Lastra    | Espagne     | Caja Rural-Seguros RGA | + 42 s           |
| 6e | Maxime Bouet       | France      | Arkéa-Samsic           | + 53 s           |
| 7e | Élie Gesbert       | France      | Arkéa-Samsic           | + 56 s           |
| 8e | Sebastián Henao    | Colombie    | Ineos Grenadiers       | + 1 min 18 s     |
| 9e | Sean Quinn         | États-Unis  | Hagens Berman Axeon    | + 1 min 37 s     |
| 10e | Daniel Navarro     | Espagne     | Burgos-BH              | + 1 min 43 s     |

### 5eétape
| \| Classement de l'étape \| Classement de l'étape \| Classement de l'étape \| Classement de l'étape \| Classement de l'étape \| \| Coureur \| Coureur \| Pays \| Équipe \| Temps \| \| --------------------- \| --------------------- \| --------------------- \| ------------------------- \| --------------------- \| \| 1er \| Élie Gesbert \| France \| Arkéa-Samsic \| 4 h 10 min 10 s \| \| 2e \| João Rodrigues \| Portugal \| W52-FC Porto \| + 0 s \| \| 3e \| Joni Brandão \| Portugal \| W52-FC Porto \| + 9 s \| \| 4e \| Jonathan Lastra \| Espagne \| Caja Rural-Seguros RGA \| + 11 s \| \| 5e \| Amaro Antunes \| Portugal \| W52-FC Porto \| + 15 s \| \| 6e \| Joaquim Silva \| Portugal \| Tavfer-Measindot-Mortágua \| + 17 s \| \| 7e \| Nicolas Prodhomme \| France \| AG2R Citroën Team \| + 17 s \| \| 8e \| Kasper Asgreen \| Danemark \| Deceuninck-Quick Step \| + 19 s \| \| 9e \| Sebastián Henao \| Colombie \| Ineos Grenadiers \| + 21 s \| \| 10e \| Ethan Hayter \| Royaume-Uni \| Ineos Grenadiers \| + 21 s \| |                   |             |                           |                 |
| |                   |             |                           |                 |
| Source : ProCyclingStats |                   |             |                           |                 |
| Classement de l'étape |                   |             |                           |                 |
| Coureur | Coureur           | Pays        | Équipe                    | Temps           |
| 1er | Élie Gesbert      | France      | Arkéa-Samsic              | 4 h 10 min 10 s |
| 2e | João Rodrigues    | Portugal    | W52-FC Porto              | + 0 s           |
| 3e | Joni Brandão      | Portugal    | W52-FC Porto              | + 9 s           |
| 4e | Jonathan Lastra   | Espagne     | Caja Rural-Seguros RGA    | + 11 s          |
| 5e | Amaro Antunes     | Portugal    | W52-FC Porto              | + 15 s          |
| 6e | Joaquim Silva     | Portugal    | Tavfer-Measindot-Mortágua | + 17 s          |
| 7e | Nicolas Prodhomme | France      | AG2R Citroën Team         | + 17 s          |
| 8e | Kasper Asgreen    | Danemark    | Deceuninck-Quick Step     | + 19 s          |
| 9e | Sebastián Henao   | Colombie    | Ineos Grenadiers          | + 21 s          |
| 10e | Ethan Hayter      | Royaume-Uni | Ineos Grenadiers          | + 21 s          |

## Classements finals

### Classement général final
| \| Classement général \| Classement général \| Classement général \| Classement général \| Classement général \| \| Coureur \| Coureur \| Pays \| Équipe \| Temps \| \| ------------------ \| ------------------ \| ------------------ \| ---------------------- \| ------------------ \| \| 1er \| João Rodrigues \| Portugal \| W52-FC Porto \| 19 h 03 min 56 s \| \| 2e \| Ethan Hayter \| Royaume-Uni \| Ineos Grenadiers \| + 9 s \| \| 3e \| Kasper Asgreen \| Danemark \| Deceuninck-Quick Step \| + 28 s \| \| 4e \| Jonathan Lastra \| Espagne \| Caja Rural-Seguros RGA \| + 41 s \| \| 5e \| Élie Gesbert \| France \| Arkéa-Samsic \| + 44 s \| \| 6e \| Thibault Guernalec \| France \| Arkéa-Samsic \| + 48 s \| \| 7e \| Maxime Bouet \| France \| Arkéa-Samsic \| + 1 min 13 s \| \| 8e \| Sebastián Henao \| Colombie \| Ineos Grenadiers \| + 1 min 27 s \| \| 9e \| Joni Brandão \| Portugal \| W52-FC Porto \| + 1 min 40 s \| \| 10e \| Daniel Navarro \| Espagne \| Burgos-BH \| + 1 min 54 s \| |                    |             |                        |                  |
| |                    |             |                        |                  |
| Source : ProCyclingStats |                    |             |                        |                  |
| Classement général |                    |             |                        |                  |
| Coureur | Coureur            | Pays        | Équipe                 | Temps            |
| 1er | João Rodrigues     | Portugal    | W52-FC Porto           | 19 h 03 min 56 s |
| 2e | Ethan Hayter       | Royaume-Uni | Ineos Grenadiers       | + 9 s            |
| 3e | Kasper Asgreen     | Danemark    | Deceuninck-Quick Step  | + 28 s           |
| 4e | Jonathan Lastra    | Espagne     | Caja Rural-Seguros RGA | + 41 s           |
| 5e | Élie Gesbert       | France      | Arkéa-Samsic           | + 44 s           |
| 6e | Thibault Guernalec | France      | Arkéa-Samsic           | + 48 s           |
| 7e | Maxime Bouet       | France      | Arkéa-Samsic           | + 1 min 13 s     |
| 8e | Sebastián Henao    | Colombie    | Ineos Grenadiers       | + 1 min 27 s     |
| 9e | Joni Brandão       | Portugal    | W52-FC Porto           | + 1 min 40 s     |
| 10e | Daniel Navarro     | Espagne     | Burgos-BH              | + 1 min 54 s     |

### Classements annexes
| Classement par points | Classement par points | Classement par points | Classement par points     | Classement par points |
| Coureur               | Coureur               | Pays                  | Équipe                    | Points                |
| --------------------- | --------------------- | --------------------- | ------------------------- | --------------------- |
| 1er                   | Sam Bennett           | Irlande               | Deceuninck-Quick Step     | 50 pts                |
| 2e                    | Jon Aberasturi        | Espagne               | Caja Rural-Seguros RGA    | 29 pts                |
| 3e                    | João Rodrigues        | Portugal              | W52-FC Porto              | 25 pts                |
| 4e                    | Michael Mørkøv        | Danemark              | Deceuninck-Quick Step     | 24 pts                |
| 5e                    | Élie Gesbert          | France                | Arkéa-Samsic              | 23 pts                |
| 6e                    | Ethan Hayter          | Royaume-Uni           | Ineos Grenadiers          | 18 pts                |
| 7e                    | Jonathan Lastra       | Espagne               | Caja Rural-Seguros RGA    | 18 pts                |
| 8e                    | Stanisław Aniołkowski | Pologne               | Bingoal Pauwels Sauces WB | 13 pts                |
| 9e                    | Iúri Leitão           | Portugal              | Tavfer-Measindot-Mortágua | 12 pts                |
| 10e                   | Joni Brandão          | Portugal              | W52-FC Porto              | 10 pts                |

| Classement par points | Classement par points | Classement par points | Classement par points     | Classement par points |
| Coureur               | Coureur               | Pays                  | Équipe                    | Points                |
| --------------------- | --------------------- | --------------------- | ------------------------- | --------------------- |
| 1er                   | Sam Bennett           | Irlande               | Deceuninck-Quick Step     | 50 pts                |
| 2e                    | Jon Aberasturi        | Espagne               | Caja Rural-Seguros RGA    | 29 pts                |
| 3e                    | João Rodrigues        | Portugal              | W52-FC Porto              | 25 pts                |
| 4e                    | Michael Mørkøv        | Danemark              | Deceuninck-Quick Step     | 24 pts                |
| 5e                    | Élie Gesbert          | France                | Arkéa-Samsic              | 23 pts                |
| 6e                    | Ethan Hayter          | Royaume-Uni           | Ineos Grenadiers          | 18 pts                |
| 7e                    | Jonathan Lastra       | Espagne               | Caja Rural-Seguros RGA    | 18 pts                |
| 8e                    | Stanisław Aniołkowski | Pologne               | Bingoal Pauwels Sauces WB | 13 pts                |
| 9e                    | Iúri Leitão           | Portugal              | Tavfer-Measindot-Mortágua | 12 pts                |
| 10e                   | Joni Brandão          | Portugal              | W52-FC Porto              | 10 pts                |

| Classement de la montagne | Classement de la montagne | Classement de la montagne | Classement de la montagne | Classement de la montagne |
| Coureur                   | Coureur                   | Pays                      | Équipe                    | Points                    |
| ------------------------- | ------------------------- | ------------------------- | ------------------------- | ------------------------- |
| 1er                       | Luís Fernandes            | Portugal                  | Rádio Popular-Boavista    | 16 pts                    |
| 2e                        | João Rodrigues            | Portugal                  | W52-FC Porto              | 15 pts                    |
| 3e                        | Michael Schwarzmann       | Allemagne                 | Bora-Hansgrohe            | 13 pts                    |
| 4e                        | Ethan Hayter              | Royaume-Uni               | Ineos Grenadiers          | 13 pts                    |
| 5e                        | Élie Gesbert              | France                    | Arkéa-Samsic              | 10 pts                    |
| 6e                        | Kenny Molly               | Belgique                  | Bingoal Pauwels Sauces WB | 8 pts                     |
| 7e                        | Jonathan Lastra           | Espagne                   | Caja Rural-Seguros RGA    | 8 pts                     |
| 8e                        | Javier Moreno             | Espagne                   | Efapel                    | 7 pts                     |
| 9e                        | Henrique Casimiro         | Portugal                  | Kelly-Simoldes-UDO        | 7 pts                     |
| 10e                       | Benjamin Thomas           | France                    | Groupama-FDJ              | 7 pts                     |

| Classement de la montagne | Classement de la montagne | Classement de la montagne | Classement de la montagne | Classement de la montagne |
| Coureur                   | Coureur                   | Pays                      | Équipe                    | Points                    |
| ------------------------- | ------------------------- | ------------------------- | ------------------------- | ------------------------- |
| 1er                       | Luís Fernandes            | Portugal                  | Rádio Popular-Boavista    | 16 pts                    |
| 2e                        | João Rodrigues            | Portugal                  | W52-FC Porto              | 15 pts                    |
| 3e                        | Michael Schwarzmann       | Allemagne                 | Bora-Hansgrohe            | 13 pts                    |
| 4e                        | Ethan Hayter              | Royaume-Uni               | Ineos Grenadiers          | 13 pts                    |
| 5e                        | Élie Gesbert              | France                    | Arkéa-Samsic              | 10 pts                    |
| 6e                        | Kenny Molly               | Belgique                  | Bingoal Pauwels Sauces WB | 8 pts                     |
| 7e                        | Jonathan Lastra           | Espagne                   | Caja Rural-Seguros RGA    | 8 pts                     |
| 8e                        | Javier Moreno             | Espagne                   | Efapel                    | 7 pts                     |
| 9e                        | Henrique Casimiro         | Portugal                  | Kelly-Simoldes-UDO        | 7 pts                     |
| 10e                       | Benjamin Thomas           | France                    | Groupama-FDJ              | 7 pts                     |

| Classement du meilleur jeune | Classement du meilleur jeune | Classement du meilleur jeune | Classement du meilleur jeune | Classement du meilleur jeune |
| Coureur                      | Coureur                      | Pays                         | Équipe                       | Temps                        |
| ---------------------------- | ---------------------------- | ---------------------------- | ---------------------------- | ---------------------------- |
| 1er                          | Sean Quinn                   | États-Unis                   | Hagens Berman Axeon          | 19 h 06 min 26 s             |
| 2e                           | Carlos Rodríguez             | Espagne                      | Ineos Grenadiers             | + 3 min 05 s                 |
| 3e                           | Pedro Andrade                | Portugal                     | Hagens Berman Axeon          | + 5 min 12 s                 |
| 4e                           | Matthew Riccitello           | États-Unis                   | Hagens Berman Axeon          | + 6 min 34 s                 |
| 5e                           | Diogo Barbosa                | Portugal                     | Hagens Berman Axeon          | + 13 min 05 s                |
| 6e                           | Afonso Silva                 | Portugal                     | Rádio Popular-Boavista       | + 13 min 32 s                |
| 7e                           | Pedro Lopes                  | Portugal                     | Kelly-Simoldes-UDO           | + 13 min 46 s                |
| 8e                           | Carlos Canal                 | Espagne                      | Burgos-BH                    | + 15 min 27 s                |
| 9e                           | Matîs Louvel                 | France                       | Arkéa-Samsic                 | + 16 min 58 s                |
| 10e                          | Jarrad Drizners              | Australie                    | Hagens Berman Axeon          | + 20 min 23 s                |

| Classement du meilleur jeune | Classement du meilleur jeune | Classement du meilleur jeune | Classement du meilleur jeune | Classement du meilleur jeune |
| Coureur                      | Coureur                      | Pays                         | Équipe                       | Temps                        |
| ---------------------------- | ---------------------------- | ---------------------------- | ---------------------------- | ---------------------------- |
| 1er                          | Sean Quinn                   | États-Unis                   | Hagens Berman Axeon          | 19 h 06 min 26 s             |
| 2e                           | Carlos Rodríguez             | Espagne                      | Ineos Grenadiers             | + 3 min 05 s                 |
| 3e                           | Pedro Andrade                | Portugal                     | Hagens Berman Axeon          | + 5 min 12 s                 |
| 4e                           | Matthew Riccitello           | États-Unis                   | Hagens Berman Axeon          | + 6 min 34 s                 |
| 5e                           | Diogo Barbosa                | Portugal                     | Hagens Berman Axeon          | + 13 min 05 s                |
| 6e                           | Afonso Silva                 | Portugal                     | Rádio Popular-Boavista       | + 13 min 32 s                |
| 7e                           | Pedro Lopes                  | Portugal                     | Kelly-Simoldes-UDO           | + 13 min 46 s                |
| 8e                           | Carlos Canal                 | Espagne                      | Burgos-BH                    | + 15 min 27 s                |
| 9e                           | Matîs Louvel                 | France                       | Arkéa-Samsic                 | + 16 min 58 s                |
| 10e                          | Jarrad Drizners              | Australie                    | Hagens Berman Axeon          | + 20 min 23 s                |

| Classement par équipes | Classement par équipes               | Classement par équipes | Classement par équipes |
| Équipe                 | Équipe                               | Pays                   | Temps                  |
| ---------------------- | ------------------------------------ | ---------------------- | ---------------------- |
| 1re                    | Arkéa-Samsic                         | France                 | 44 h 42 min 20 s       |
| 2e                     | Ineos Grenadiers                     | Royaume-Uni            | + 1 s                  |
| 3e                     | Delko                                | France                 | + 33 s                 |
| 4e                     | W52-FC Porto                         | Portugal               | + 3 min 30 s           |
| 5e                     | Rally Cycling                        | États-Unis             | + 6 min 50 s           |
| 6e                     | Kelly-Simoldes-UDO                   | Portugal               | + 8 min 34 s           |
| 7e                     | Caja Rural-Seguros RGA               | Espagne                | + 11 min 03 s          |
| 8e                     | Atum General-Tavira-Maria Nova Hotel | Portugal               | + 11 min 05 s          |
| 9e                     | Burgos-BH                            | Espagne                | + 11 min 39 s          |
| 10e                    | Bingoal Pauwels Sauces WB            | Belgique               | + 13 min 42 s          |

| Classement par équipes | Classement par équipes               | Classement par équipes | Classement par équipes |
| Équipe                 | Équipe                               | Pays                   | Temps                  |
| ---------------------- | ------------------------------------ | ---------------------- | ---------------------- |
| 1re                    | Arkéa-Samsic                         | France                 | 44 h 42 min 20 s       |
| 2e                     | Ineos Grenadiers                     | Royaume-Uni            | + 1 s                  |
| 3e                     | Delko                                | France                 | + 33 s                 |
| 4e                     | W52-FC Porto                         | Portugal               | + 3 min 30 s           |
| 5e                     | Rally Cycling                        | États-Unis             | + 6 min 50 s           |
| 6e                     | Kelly-Simoldes-UDO                   | Portugal               | + 8 min 34 s           |
| 7e                     | Caja Rural-Seguros RGA               | Espagne                | + 11 min 03 s          |
| 8e                     | Atum General-Tavira-Maria Nova Hotel | Portugal               | + 11 min 05 s          |
| 9e                     | Burgos-BH                            | Espagne                | + 11 min 39 s          |
| 10e                    | Bingoal Pauwels Sauces WB            | Belgique               | + 13 min 42 s          |

### Classement UCI
La course attribue des points au Classement mondial UCI 2021 selon le barème suivant.
| Position           | 1er | 2e  | 3e  | 4e  | 5e | 6e | 7e | 8e | 9e | 10e | 11e | 12e | 13e | 14e | 15e | 16e à 30e | 31e à 40e |
| Classement général | 200 | 150 | 125 | 100 | 85 | 70 | 60 | 50 | 40 | 35  | 30  | 25  | 20  | 15  | 10  | 5         | 3         |
| Par étape          | 20  | 10  | 5   |     |    |    |    |    |    |     |     |     |     |     |     |           |           |
| Leader, par étape  | 5   |     |     |     |    |    |    |    |    |     |     |     |     |     |     |           |           |

## Évolution des classements
| Étape              | Vainqueur          | Classement général | Classement par points | Classement de la montagne | Classement du meilleur jeune | Classement par équipes |
| ------------------ | ------------------ | ------------------ | --------------------- | ------------------------- | ---------------------------- | ---------------------- |
| 1                  | Sam Bennett        | Sam Bennett        | Sam Bennett           | Jon Irisarri              | Jarrad Drizners              | UAE Team Emirates      |
| 2                  | Ethan Hayter       | Ethan Hayter       | Sam Bennett           | João Rodrigues            | Sean Quinn                   | Ineos Grenadiers       |
| 3                  | Sam Bennett        | Ethan Hayter       | Sam Bennett           | João Rodrigues            | Sean Quinn                   | Ineos Grenadiers       |
| 4                  | Kasper Asgreen     | Ethan Hayter       | Sam Bennett           | João Rodrigues            | Sean Quinn                   | Ineos Grenadiers       |
| 5                  | Élie Gesbert       | João Rodrigues     | Sam Bennett           | Luís Fernandes            | Sean Quinn                   | Arkéa-Samsic           |
| Classements finals | Classements finals | João Rodrigues     | Sam Bennett           | Luís Fernandes            | Sean Quinn                   | Arkéa-Samsic           |